# George Irvine
George Irvine (16 novembre 1826-24 février 1897) est un avocat, professeur et homme politique fédéral et provincial du Québec.

## Biographie
Né à Québec dans le Bas-Canada, il est nommé au Barreau en 1848. Il enseigne le droit commercial au Morrin College de Québec et devient le bâtonnier du Québec de 1872 à 1873 et de 1884 à 1885.
Élu député du Parti conservateur dans la circonscription fédérale de Mégantic en 1867, il ne se représente pas en 1872.
Élu député du Parti conservateur du Québec dans le district électoral provincial de Mégantic en 1867, il est réélu en 1871 et à titre de candidat du Parti libéral du Québec en 1875. Il démissionna en 1876 pour devenir commissaire du Chemin de fer Québec, Montréal, Ottawa & Occidental jusqu'en 1878. Élu député libéral de Mégantic en 1878 et réélu en 1881, il démissionna en 1884. Durant sa carrière en politique fédérale, il estSolliciteur général de 1867 à 1873 et procureur général de 1873 à 1874.
Président du Barreau du Québec de 1872 à 1873 et de 1884 à 1885, il servit aussi comme chancelier du Collège Bishop's de 1875 à 1878. Il devint juge de la Cour de la Vice-amirauté en 1884
Il est aussi conseiller municipal de la ville de Québec de 1859 à 1862.